# Lahemaai Nemzeti Park
A Lahemaai Nemzeti Park (észtül: Lahemaa rahvuspark) Észtország és az akkori Szovjetunió legrégebbi és legnagyobb nemzeti parkja, amely 1971-es alapításakor a természeti és kulturális örökség megőrzését tűzte ki célul. A Észak-Észtországban elhelyezkedő park két észt megye (Harju és Nyugat-Viru) négy tájegységén terül el. Területe 72 500 hektár, melyből 47 410 ha szárazföld és 25 090 tenger. Ez a terület az északi észt partok legtagoltabb része, innen ered az észt Lahemaa elnevezése (magyarul: az öblök földje). A területen négy félsziget négy öböllel váltakozik.

## A parttól Kõrvemaaig
A nemzeti park magában foglalja a Kõrvemaa legészakibb területeit és az észak-észt mészfennsíkok egy részét is. Területének több mint 70%-a erdő, amely leginkább a parti síkságra és Kõrvemaa környékére jellemző. Elsősorban a mészkőfennsíkokon és a közvetlen parti területeken alakultak ki települések. A park mocsaras területeinek és erdeinek erős ellentétjei és egyben jó példái a kultúrának is Észtország legrégebb óta lakott területei: a Viru- és a Harju-plató. A mészkőfennsíkok és a parti síkság közötti természetes, sok helyütt negyedidőszaki üledékekkel fedett határ a vízesésekkel (a Nõmmeveski a Valge folyón, a Joaveski a Loobu folyón és a Vasaristi az azonos nevű patakon) festőivé tette a Balti-glintet.
E glint (régebbi földtörténeti időszakban a jégtakaró pusztító munkája következtében kialakult tereplépcső) pereme a kevés fedetlen szakasz ellenére pont a 67 méter magas Vihulánál, a Laheema területén éri el maximális magasságát. A glint lábánál sok homokos és kavicsos terasz található, melyeket a szárazföldi jégtakaró olvadékvizei halmoztak fel. Peremét alvar (mészkő alapú biológiai környezet vékony vagy hiányzó talajrétegen, gyér füves növényzettel) jellemzi.
Az észak-észt félszigetek öblei és partközeli szigetei északnyugat–délkeleti irányúak: domborzati formáinak fő irányai jól tükrözik az utolsó jégkorszak szárazföldi jégtakarójának mozgásirányát.